# L'uomo che sbancò Montecarlo
L'uomo che sbancò Montecarlo (The Man Who Broke the Bank at Monte Carlo) è un film del 1935 diretto da Stephen Roberts.

## Trama
Un giovane nobile russo è stato costretto ad emigrare a Parigi a causa della rivoluzione. Lì fa il tassista e convince altri suoi compatrioti a mettere insieme i loro soldi e giocarli al casinò per vedere se riescono a migliorare le proprie condizioni. Il colpo riesce e Montecarlo viene sbancato, la somma vinta è ingente ed il titolare del casinò mette sulle sue tracce una ragazza perché lo convinca a giocare ancora...

## Produzione
Il film fu prodotto dalla 20th Century Pictures. Venne girato in California, a Lake Arrowhead, nella San Bernardino National Forest dal 19 agosto 1935 all'ottobre 1935.

## Distribuzione
Distribuito dalla Twentieth Century Fox Film Corporation, uscì nelle sale cinematografiche statunitensi il 14 novembre 1935 con il titolo originale The Man Who Broke the Bank at Monte Carlo.